# Nazionale maschile di pallavolo della Macedonia del Nord
La nazionale maschile di pallavolo della Macedonia del Nord è una squadra europea composta dai migliori giocatori di pallavolo della Macedonia del Nord ed è posta sotto l'egida della Federazione pallavolistica della Macedonia del Nord.

## Rosa
Segue la rosa dei giocatori convocati per l'European Golden League 2024.
| N° | Nome               | Ruolo | Data di nascita   | Squadra             |
| -- | ------------------ | ----- | ----------------- | ------------------- |
| 1  | Darko Angelovski   | L     | 4 febbraio 1994   | Rabotnički          |
| 2  | Ǵorǵi Ǵorǵiev      | P     | 22 maggio 1992    | Bursa BB            |
| 3  | Toshe Efremov      | S     | 11 settembre 2007 | -                   |
| 4  | Nikola Ǵorǵiev     | O     | 23 luglio 1988    | ACH Volley          |
| 5  | Vlado Milev        | S     | 9 maggio 1987     | Strumica            |
| 6  | Stojce Arsov       | O     | 23 marzo 2003     | -                   |
| 9  | Filip Lepidovski   | C     | 5 dicembre 2002   | Takovo              |
| 10 | David Stojanov     | P     | 25 ottobre 2001   | Fužinar             |
| 12 | Mihajlo Miraschiev | C     | 29 settembre 2003 | -                   |
| 14 | Angel Boshkov      | S     | 1º novembre 2002  | Rabotnički          |
| 15 | Filip Madjunkov    | C     | 18 marzo 1996     | Haasrode Leuven     |
| 16 | Stojan Iliev       | S     | 3 marzo 1999      | Anagennīsī Deryneia |
| 17 | Luka Kostikj       | S     | 12 ottobre 2001   | Ribnica             |
| 18 | Kristijan Ilijev   | O     | 26 settembre 2004 | Strumica            |
| 19 | Kostadin Richliev  | L     | 21 marzo 2000     | Štip                |
| 20 | Filip Savovski     | C     | 4 agosto 2002     | Vojvodina           |

## Risultati

### Competizioni CEV
| 1948 | non esistente   | -            |
| 1950 | non esistente   | -            |
| 1951 | non esistente   | -            |
| 1955 | non esistente   | -            |
| 1958 | non esistente   | -            |
| 1963 | non esistente   | -            |
| 1967 | non esistente   | -            |
| 1971 | non esistente   | -            |
| 1975 | non esistente   | -            |
| 1977 | non esistente   | -            |
| 1979 | non esistente   | -            |
| 1981 | non esistente   | -            |
| 1983 | non esistente   | -            |
| 1985 | non esistente   | -            |
| 1987 | non esistente   | -            |
| 1989 | non esistente   | -            |
| 1991 | non esistente   | -            |
| 1993 | non qualificata | -            |
| 1995 | non qualificata | -            |
| 1997 | non qualificata | -            |
| 1999 | non qualificata | -            |
| 2001 | non qualificata | -            |
| 2003 | non qualificata | -            |
| 2005 | non qualificata | -            |
| 2007 | non qualificata | -            |
| 2009 | non qualificata | -            |
| 2011 | non qualificata | -            |
| 2013 | non qualificata | -            |
| 2015 | non qualificata | -            |
| 2017 | non qualificata | -            |
| 2019 | 17º posto       | Convocazioni |
| 2021 | 23º posto       | Convocazioni |
| 2023 | 16º posto       | Convocazioni |

| 2004 | non qualificata | -            |
| 2005 | non qualificata | -            |
| 2006 | non qualificata | -            |
| 2007 | non qualificata | -            |
| 2008 | non qualificata | -            |
| 2009 | non qualificata | -            |
| 2010 | non qualificata | -            |
| 2011 | non qualificata | -            |
| 2012 | non qualificata | -            |
| 2013 | non qualificata | -            |
| 2014 | 3º posto        | Convocazioni |
| 2015 | 2º posto        | Convocazioni |
| 2016 | 2º posto        | Convocazioni |
| 2017 | 2º posto        | Convocazioni |
| 2018 | non qualificata | -            |
| 2019 | non qualificata | -            |
| 2021 | non qualificata | -            |
| 2022 | non qualificata | -            |
| 2023 | 11º posto       | Convocazioni |
| 2024 | 10º posto       | Convocazioni |
| 2025 | 9º posto        | Convocazioni |

| 2018 | 4º posto        | Convocazioni |
| 2019 | non qualificata | -            |
| 2021 | 2º posto        | Convocazioni |
| 2022 | 3º posto        | Convocazioni |
| 2023 | non qualificata | -            |
| 2024 | non qualificata | -            |
| 2025 | non qualificata | -            |